# Mycodiplosis fungiperda
Mycodiplosis fungiperda är en tvåvingeart som beskrevs av Ephraim Porter Felt 1915. Mycodiplosis fungiperda ingår i släktet Mycodiplosis och familjen gallmyggor.
Artens utbredningsområde är District of Columbia. Inga underarter finns listade i Catalogue of Life.